# Staw Belwederski
Staw Belwederski – staw znajdujący się w Łazienkach Królewskich w Warszawie.

## Położenie i charakterystyka
Staw leży po lewej stronie Wisły, w stołecznej dzielnicy Śródmieście, na obszarze MSI Ujazdów, na terenie Łazienek Królewskich, u podnóża skarpy warszawskiej. Położony jest na obszarze zlewni Kanału Głównego „A”. Wraz ze Stawami Łazienkowskimi stanowi system połączonych kanałami zbiorników wodnych. Staw ma połączenie ze Stawem Południowym, znajduje się na biegu „sztucznej rzeki”, która zaczyna się przy Świątyni Egipskiej i przebiega pod aleją Chińską. Nad brzegiem stawu znajduje się Świątynia Sybilli (Diany).
Zgodnie z ustaleniami w ramach „Programu Ochrony Środowiska dla m. st. Warszawy na lata 2009–2012 z uwzględnieniem perspektywy do 2016 r.” staw położony jest na terasie nadzalewowej, a jego powierzchnia wynosi 0,2900 ha. Według numerycznego modelu terenu udostępnionego przez Geoportal lustro wody znajduje się na wysokości 84,7 m n.p.m. Identyfikator MPHP to 2115139. Linia brzegowa jest nieregularna. Istnieje możliwość regulacji poziomu wody przy pomocy budowli piętrzącej.
Nad brzegami stawu rosną przedstawiciele następujących gatunków roślin (wg stanu na 2020 rok): berberys pospolity, choina kanadyjska, kalina koralowa, klon jawor, klon pospolity, olsza czarna, rdestowiec sachaliński, śnieguliczka koralowa, świerk serbski, wiąz szypułkowy i wierzba płacząca. Wśród roślin nadwodnych występuje pałka wodna.

## Historia
Staw jest zbiornikiem sztucznym powstałym prawdopodobnie w miejscu pozostałości starorzecza Wisły. Powstał w latach 1819–1822 jako element urządzenia Ogrodu Romantycznego powstałego u podnóża Belwederu na zlecenie mieszkającego w zakupionym w 1818 przez rząd Królestwa Polskiego pałacu Konstantego Romanowa. Architektem przebudowy pałacu i ogrodu był Jakub Kubicki. Staw o nieregularnej linii brzegowej powstał w miejscu dawnego prostokątnego zbiornika na wodę. W tym samym czasie wybudowano także pawilony Świątyni Egipskiej i Świątyni Sybilli. Pierwotnie na stawie urządzono zadrzewioną wyspę z popiersiem Marii Fiodorowny, matki Konstantego i jego brata cara Aleksandra I Romanowa (właściciela Łazienek), umieszczonym na kamiennym postumencie. Na wyspę prowadziła drewniana kładka na palach. Nad odnogą stawu przerzucono efektowny most. W późniejszym czasie wyspę zlikwidowano.
Staw wraz z Belwederem tworzą malowniczą perspektywę widokową. Jest to jedno z najpiękniejszych rozwiązań krajobrazowych w Polsce.
W 2012 roku zbiornik wodny uzyskał oprawę oświetleniową.

## Nazwa
Nazwa stawu pochodzi od pałacu i posiadłości. Belweder wywodzi się z języka włoskiego, gdzie można go przetłumaczyć jako „miejsce z pięknym widokiem”. Oficjalna nazwa obiektu fizjograficznego została wprowadzona do państwowego rejestru nazw geograficznych w 2011 roku.